# Boxning vid olympiska sommarspelen 2012

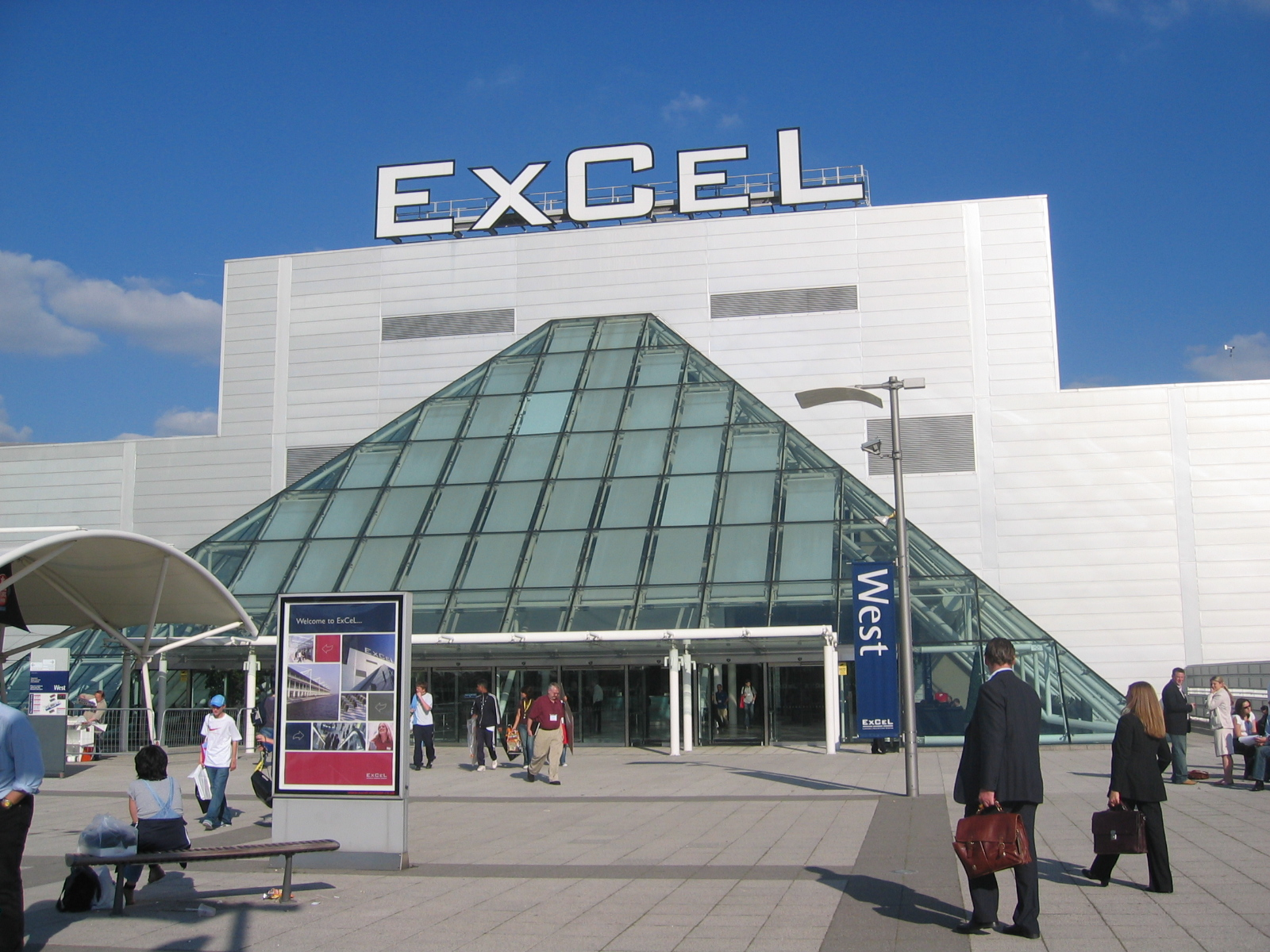
ExCel Exhibition Centre, där matcherna hålls.

Boxning vid olympiska sommarspelen 2012 arrangerades mellan den 28 juli och den 12 augusti 2012 vid Excel Exhibition Centre i Storbritanniens huvudstad London.

## Program
| Juli / Augusti                                         | 25 Ons | 26 Tor | 27 Fre | 28 Lör | 29 Sön | 30 Mån | 31 Tis | 1 Ons | 2 Tor | 3 Fre | 4 Lör | 5 Sön | 6 Mån | 7 Tis | 8 Ons | 9 Tor | 10 Fre | 11 Lör | 12 Sön |
| ------------------------------------------------------ | ------ | ------ | ------ | ------ | ------ | ------ | ------ | ----- | ----- | ----- | ----- | ----- | ----- | ----- | ----- | ----- | ------ | ------ | ------ |
| Boxning                                                |        |        |        | ●      | ●      | ●      | ●      | ●     | ●     | ●     | ●     | ●     | ●     | ●     | ●     | ●     | ●      | ●      | ●      |
| Program för boxningen vid olympiska sommarspelen 2012. |        |        |        |        |        |        |        |       |       |       |       |       |       |       |       |       |        |        |        |

## Medaljsammanfattning
För första gången kommer damer att tävla i boxning i ett olympiskt spel. Totalt kommer 13 grenar att avgöras, tio för herrar och tre för damer. Herrarnas fjädervikt har tagits bort från programmet sedan 2008.

### Damer
| Gren                          | Guld                        | Silver                      | Brons                          |
| Flugvikt, 51 kg Detaljer...   | Nicola Adams Storbritannien | Ren Cancan Kina             | Marlen Esparza USA             |
| Flugvikt, 51 kg Detaljer...   | Nicola Adams Storbritannien | Ren Cancan Kina             | Mary Kom Indien                |
| Lättvikt, 60 kg Detaljer...   | Katie Taylor Irland         | Sofja Otjigava Ryssland     | Mavzuna Tjorijeva Tadzjikistan |
| Lättvikt, 60 kg Detaljer...   | Katie Taylor Irland         | Sofja Otjigava Ryssland     | Adriana Araújo Brasilien       |
| Mellanvikt, 75 kg Detaljer... | Claressa Shields USA        | Nadezjda Torlopova Ryssland | Marina Volnova Kazakstan       |
| Mellanvikt, 75 kg Detaljer... | Claressa Shields USA        | Nadezjda Torlopova Ryssland | Li Jinzi Kina                  |

### Herrar
| Gren                               | Guld                          | Silver                          | Brons                                |
| Lätt flugvikt, 49 kg Detaljer...   | Zou Shiming Kina              | Kaeo Pongprayoon Thailand       | Paddy Barnes Irland                  |
| Lätt flugvikt, 49 kg Detaljer...   | Zou Shiming Kina              | Kaeo Pongprayoon Thailand       | David Ajrapetian Ryssland            |
| Flugvikt, 52 kg Detaljer...        | Robeisy Ramírez Kuba          | Njambajaryn Tögstsogt Mongoliet | Misja Alojan Ryssland                |
| Flugvikt, 52 kg Detaljer...        | Robeisy Ramírez Kuba          | Njambajaryn Tögstsogt Mongoliet | Michael Conlan Irland                |
| Bantamvikt, 56 kg Detaljer...      | Luke Campbell Storbritannien  | John Joe Nevin Irland           | Lázaro Álvarez Kuba                  |
| Bantamvikt, 56 kg Detaljer...      | Luke Campbell Storbritannien  | John Joe Nevin Irland           | Satoshi Shimizu Japan                |
| Lättvikt, 60 kg Detaljer...        | Vasyl Lomatjenko Ukraina      | Han Soon-chul Sydkorea          | Yasniel Toledo Kuba                  |
| Lättvikt, 60 kg Detaljer...        | Vasyl Lomatjenko Ukraina      | Han Soon-chul Sydkorea          | Evaldas Petrauskas Litauen           |
| Lätt weltervikt, 64 kg Detaljer... | Roniel Iglesias Kuba          | Denys Berintjyk Ukraina         | Vincenzo Mangiacapre Italien         |
| Lätt weltervikt, 64 kg Detaljer... | Roniel Iglesias Kuba          | Denys Berintjyk Ukraina         | Urantjimegiin Mönch-Erdene Mongoliet |
| Weltervikt, 69 kg Detaljer...      | Serik Sapijev Kazakstan       | Fred Evans Storbritannien       | Taras Sjelestiuk Ukraina             |
| Weltervikt, 69 kg Detaljer...      | Serik Sapijev Kazakstan       | Fred Evans Storbritannien       | Andrej Zamkovoj Ryssland             |
| Mellanvikt, 75 kg Detaljer...      | Ryōta Murata Japan            | Esquiva Falcão Brasilien        | Anthony Ogogo Storbritannien         |
| Mellanvikt, 75 kg Detaljer...      | Ryōta Murata Japan            | Esquiva Falcão Brasilien        | Abbos Atoyev Uzbekistan              |
| Lätt tungvikt, 81 kg Detaljer...   | Jegor Mechontsev Ryssland     | Adilbek Nijazymbetov Kazakstan  | Yamaguchi Falcão Brasilien           |
| Lätt tungvikt, 81 kg Detaljer...   | Jegor Mechontsev Ryssland     | Adilbek Nijazymbetov Kazakstan  | Oleksandr Hvozdyk Ukraina            |
| Tungvikt, 91 kg Detaljer...        | Oleksandr Usyk Ukraina        | Clemente Russo Italien          | Tervel Pulev Bulgarien               |
| Tungvikt, 91 kg Detaljer...        | Oleksandr Usyk Ukraina        | Clemente Russo Italien          | Tejmur Mammadov Azerbajdzjan         |
| Supertungvikt, +91 kg Detaljer...  | Anthony Joshua Storbritannien | Roberto Cammarelle Italien      | Magomedrasul Majidov Azerbajdzjan    |
| Supertungvikt, +91 kg Detaljer...  | Anthony Joshua Storbritannien | Roberto Cammarelle Italien      | Ivan Dytjko Kazakstan                |

Denna tabell: visa • redigera

## Medaljtabell
| Pl.    | Nation         | Guld | Silver | Brons | Totalt |
| ------ | -------------- | ---- | ------ | ----- | ------ |
| 1      | Storbritannien | 3    | 1      | 1     | 5      |
| 2      | Ukraina        | 2    | 1      | 2     | 5      |
| 3      | Kuba           | 2    | 0      | 2     | 4      |
| 4      | Ryssland       | 1    | 2      | 3     | 6      |
| 5      | Irland         | 1    | 1      | 2     | 4      |
| 5      | Kazakstan      | 1    | 1      | 2     | 4      |
| 6      | Kina           | 1    | 1      | 1     | 3      |
| 8      | Japan          | 1    | 0      | 1     | 2      |
| 9      | USA            | 1    | 0      | 1     | 2      |
| 10     | Italien        | 0    | 2      | 1     | 3      |
| 11     | Brasilien      | 0    | 1      | 2     | 3      |
| 12     | Mongoliet      | 0    | 1      | 1     | 2      |
| 13     | Sydkorea       | 0    | 1      | 0     | 1      |
| 13     | Thailand       | 0    | 1      | 0     | 1      |
| 15     | Azerbajdzjan   | 0    | 0      | 2     | 2      |
| 16     | Bulgarien      | 0    | 0      | 1     | 1      |
| 16     | Indien         | 0    | 0      | 1     | 1      |
| 16     | Litauen        | 0    | 0      | 1     | 1      |
| 16     | Tadzjikistan   | 0    | 0      | 1     | 1      |
| 16     | Uzbekistan     | 0    | 0      | 1     | 1      |
| Totalt | Totalt         | 13   | 13     | 26    | 52     |

## Kvalificering
En nationell olympisk kommitté kan ställa upp med upp till en deltagare i varje gren. Nio platser kommer att reserveras för värdnationen. För varje plats som en tävlande från värdlandet kvalificerar sig genom AIBA världsmästerskapen i amatörboxning, kommer värdnationen att förlora en av sina garanterade platser. Varje kontinent har ett visst antal kvotplatser som uppfylls genom mästerskapen. Asien har tilldelats 56 platser, Amerika 54, Europa 52 och Oceanien har 10 platser.
Följande tävlingar räknas som kvaltävlingar:
- Världsmästerskapen i amatörboxning 2011 - Baku, Azerbajdzjan, 16 september till 1 oktober 2011.[3] 10 deltagare i alla kategorier och 6 i tungvikt samt supertungvikt kommer att kvalificera sig till OS.

- Kontinentala olympiska kvaltävlingar (under år 2012, tävlingar i Afrika, Amerika, Asien, Europa och i Oceanien)

### Kvalificerade tävlande
Följande fem deltagare har kvalificerat sig som vinnare i boxningens World Series individuella mästerskap:
- Algeriet – Abdelhafid Benchabla
- Kina – Wang Zhimin
- Italien – Clemente Russo
- Kazakstan – Kanat Abutalipov
- Ukraina – Serhij Derevjantjenko